# 승리의 함성 (The Shouts Of Reds Part 2)
승리의 함성 (The Shouts Of Reds Part 2)은 대한민국의 음악 그룹 빅뱅과 록 밴드 트랜스픽션, 피겨스케이팅 김연아 선수가 현대자동차의 2010년 FIFA 월드컵을 응원하는 캠페인 "샤우팅 코리아"를 홍보하기 위해 제작 된 싱글 음반이다.

## 프로모션
2010년 5월 11일, 현대자동차는 2010년 FIFA 월드컵을 응원하는 캠페인 "샤우팅 코리아"로 빅뱅과 피겨스케이팅 김연아 선수, 록 밴드 트랜스픽션이 함께하는 월드컵 승리기원 응원가 〈승리의 함성〉를 제작한다고 발표했다.
"승리의 함성 (The Shouts Of Reds Part 2)"은 YG 엔터테인먼트의 메인 프로듀서인 TEDDY가 이전에 붉은 악마와 KT가 공동 제작한 붉은 악마 공식 응원가인 트랜스픽션의 "The Shouts of Reds"의 후렴구를 샘플링해 재해석한 곡으로 빅뱅과 김연아 선수가 피처링에 참여하며 큰 화제를 모았다. 또한 현대자동차의 2010 월드컵 프로젝트 일환으로 온라인에서만 공개되어, 디지털 싱글 판매 수익의 일부는 대한민국 축구 발전기금으로 기부 되었다.

## 트랙 리스트
| #            | 제목                                        | 작사            | 작곡            | 재생 시간 |
| ------------ | ------------------------------------------- | --------------- | --------------- | --------- |
| 1.           | 〈승리의 함성 (The Shouts Of Reds Part 2)〉 | TEDDY, JJ, 해랑 | TEDDY, JJ, 해랑 | 4:06      |
| 총 재생 시간 | 총 재생 시간                                | 총 재생 시간    | 총 재생 시간    | 4:06      |